# 仔仔 (女藝人)
周靂岑（1988年1月21日—2023年6月23日），藝名仔仔，台湾女藝人。喬傑立家族旗下女團七朵花前成員。2023年7月4日傳出逝世的消息，享年35歲。

## 個人生活
根據個人臉書表示已婚。

## 電視劇
| 播出時間 | 播出頻道        | 劇名         | 飾演   |
| -------- | --------------- | ------------ | ------ |
| 2003年   | 華視 三立都會台 | 西街少年     | 劉嬌玫 |
| 2004年   | 台視            | 愛上千金美眉 | 蘇蓁蓁 |
| 2010年   | 台視            | 家有四千金   | 客串   |

## 书籍
- R&B Ganbade寫真書

## 外部連結
- 周靂岑-仔仔的新浪微博
- 周靂岑（Regos）的Facebook專頁

1. ↑  . www.ctwant.com. 2023-07-04  [2023-07-04]. （原始内容存档于2023-07-04） （中文（臺灣））.